# Militärgeschichte (DDR-Zeitschrift)
Militärgeschichte (bis 1971 Zeitschrift für Militärgeschichte) war eine 1962 gegründete Zeitschrift für Militärgeschichte in der DDR. Nach ihrem Selbstverständnis sollte die Zeitschrift mit der Kriegsgeschichtsschreibung einer unseligen Vergangenheit brechen und zur Verhinderung eines neuen Krieges beitragen.
Nach 166 Ausgaben wurde die Zeitschrift 1990 nach der politischen Wende eingestellt. Die jährliche Ausgabenzahl war dabei gestiegen. So hatte es im Erscheinungsjahr 1962 zwei, 1963 und 1964 jeweils vier und ab 1965 jährlich sechs Ausgaben gegeben. Der Umfang eines Einzelheftes betrug 128 Druckseiten, ab 1984 nur noch 98 Seiten mit schlechterer Qualität, da Druckpapier in der DDR einer strengen Kontingentierung unterlag. In den 1980er Jahren war es nicht mehr möglich, ein neues Abonnement abzuschließen, da die Auflage erschöpft war.